# Mokreț, Brovarî
Mokreț (în ucraineană Мокрець) este localitatea de reședință a comunei Mokreț din raionul Brovarî, regiunea Kiev, Ucraina.

## Demografie
Componența lingvistică a localității Mokreț
     Ucraineană (95,02%)
     Rusă (4,88%)
     Alte limbi (0,1%)
Conform recensământului din 2001, majoritatea populației localității Mokreț era vorbitoare de ucraineană (95,02%), existând în minoritate și vorbitori de rusă (4,88%).